# Didier Danio
Didier Danio (* 10. Mai 1962 in Toulon) ist ein ehemaliger französischer Fußballspieler.

## Karriere
Danio begann das Fußballspielen in seiner Jugend bei einem Verein aus Solliès-Pont in seiner südfranzösischen Heimatregion. Mit 17 Jahren wurde er ins Ausbildungszentrum INF Vichy aufgenommen und spielte für dessen Auswahl in der dritten Liga. Er stand dabei mit zahlreichen späteren Profis in einer Mannschaft und konnte mit dieser 1980 die Coupe Gambardella gewinnen. In der darauffolgenden Spielzeit erzielte er zwölf Tore in 25 Partien und wurde von Guy Roux, dem Trainer der AJ Auxerre entdeckt. Obwohl Roux Danio gewarnt hatte, dass dieser damit rechnen müsse, vor allem für die Reserveelf aufzulaufen, wurde der Spieler regelmäßig in der Erstligamannschaft eingesetzt und kam in seiner ersten Saison auf 23 bestrittene Partien, in denen ihm zugleich die ersten vier Tore seiner Laufbahn gelangen. Zwar konnte er diese Rolle im Verlauf seines zweiten Profijahrs festigen, wurde dann aber von einem Trio aus Patrice Garande, Andrzej Szarmach und Gérard Lanthier weitgehend verdrängt. Er lief häufig für die zweite Mannschaft auf und wurde mit dieser 1984 Drittligameister. Weil sich Auxerre im selben Jahr für den UEFA-Cup qualifizierte, konnte Danio kurz darauf im internationalen Wettbewerb debütieren. Weil Lanthier zu Paris Saint-Germain wechselte, erhielt er zu Saisonbeginn 1984/85 seinen Stammplatz zurück, stand in der Spielzeit bei allen 38 Partien auf dem Platz und erreichte mit seiner Mannschaft zum zweiten Mal in Folge die Qualifikation für den UEFA-Cup. 
Nach fünf Jahren bei Auxerre kehrte Danio 1986 dem Klub den Rücken und unterschrieb beim Stade Rennes, wo er gemeinsam mit dem deutschen Nationalspieler Uwe Reinders zu einer Reihe von Neuverpflichtungen zählte. Dennoch erhielt er einen Stammplatz und zählte somit zu einem Team, das mit lediglich fünf Siegen in 38 Spielen am Ende der Spielzeit als Tabellenletzter den Gang in die zweite Liga antreten musste. Für Danio stellte die Spielzeit 1987/88 sein erstes Jahr in der zweithöchsten Spielklasse dar, das er allerdings nicht für Rennes, sondern für Stade Reims absolvierte. Auch wenn er dabei neun Treffer in 27 Einsätzen beisteuerte und die torreichste Saison als Profi erlebte, scheiterte er mit der Mannschaft am angestrebten Aufstieg. Die beiden folgenden Spielzeiten brachten ebenfalls nicht den erhofften Erfolg. 
Danio kehrte trotz allem in die erste Liga zurück, als er 1990 zum Aufsteiger AS Nancy wechselte. Unter Trainer Aimé Jacquet gehörte er zur Stammelf einer Mannschaft, die ein Jahr lang erfolgreich gegen den Abstieg kämpfte, in der Saison 1991/92 aber in die zweite Liga relegiert wurde. 1993 verpasste er mit Nancy knapp den Wiederaufstieg und beendete mit 31 Jahren nach 215 Erstligaspielen und 21 -toren sowie 120 Zweitligaspielen und 14 -toren seine Laufbahn als Profi. Er lief zwei weitere für den Drittligisten FC Lorient auf, mit dem er 1995 den Sprung in die zweite Spielklasse schaffte. Zugleich wurde er zum zweiten Mal Drittligameister. Danio entschied sich mit 33 Jahren gegen eine mit dem Aufstieg verbundene Rückkehr in den Profifußball und gab sein Karriereende bekannt.